# Wayne Fuller
Wayne Arthur Fuller (* 15. Juni 1931 in Brooks oder Corning, Iowa, Vereinigte Staaten) ist ein US-amerikanischer Statistiker.

## Leben und Wirken
Wayne Fuller wurde als Sohn von Loren Boyd Fuller und Elva Glady geb. Darrah geboren. Er studierte Agrarökonomie an der Iowa State University und erwarb dort 1955 seinen B.S. sowie 1957 seinen M.S. 1959 wurde er dort zum Ph.D. promoviert. Er blieb weiter an der Iowa State University und wurde dort Assistant Professor (1959–1962), Associate Professor (1962–1966), Professor für Statistik und Ökonomie (1966–1983) und Distinguished Professor für Statistik und Ökonomie (1983–2001). 2001 wurde er emeritiert. Gastprofessuren führten ihn 1982 und 1991 an die University of Southampton sowie 1994 an die University of New England. Neben seiner Karriere als Hochschullehrer war er auch als Berater tätig.
Fuller arbeitet auf dem Gebiet der Ökonometrie und zu Zeitreihenanalyse und survey sampling, Messfehlern und Abschätzungen in den Wirtschaftswissenschaften. Mit David Dickey entwickelte er den Dickey-Fuller-Test. Seit 2020 zählt der Medienkonzern Clarivate beide zu den Favoriten auf einen Nobelpreis (Clarivate Citation Laureates).
1956 heiratete er Evelyn Rose Steinford, mit der er zwei Söhne hat.

## Auszeichnungen
- 2002 Waksberg Award[3]
- 2017 Wilks Memorial Award

## Mitgliedschaften
- 1955–1976 American Farm Economics Association
- 1972 Fellow der American Statistical Association
- 1981 Fellow des Institute of Mathematical Statistics
- 1990 American Agricultural Economics Association
- 1993 Fellow der Econometric Society
- Sigma Xi
- International Association of Survey Statisticians
- International Statistical Institute
- Biometric Society
- Royal Statistical Society

## Werke (Auswahl)
- Introduction to statistical time series. 2. Auflage. Wiley, New York u. a. 1976; 1996, ISBN 0-471-55239-9.
- David A. Dickey, Wayne A. Fuller: Distribution of the Estimators for Autoregressive Time Series With a Unit Root. In: Journal of the American Statistical Association. Band 74, Nr. 366, Juni 1979, S. 427–431 (Digitalisat bei jstor)
- David A. Dickey, Wayne A. Fuller: Likelihood Ratio Statistics for Autoregressive Time Series with a Unit Root. In: Econometrica. Band 49, Nr. 4, Juli 1981, S. 1057–1072 (Digitalisat bei jstor)
- Measurement Error Models. Wiley, New York u. a. 1987, ISBN 0-471-86187-1.
- Sampling statistics. Wiley, Hoboken 2009, ISBN 978-0-470-45460-2.